# 49 Puppis
49 Puppis (t Puppis) é uma estrela na direção da Puppis. Possui uma ascensão reta de 06h 58m 25.11s e uma declinação de −34° 06′ 42.2″. Sua magnitude aparente é igual a 5.07. Considerando sua distância de 760 anos-luz em relação à Terra, sua magnitude absoluta é igual a −1.77. Pertence à classe espectral B4IV/V.